# بازآرایی کروموزومی

طرحواره کاریوگرام، با نوارها و زیرباندهای حاشیه‌نویسی که در سیستم بین‌المللی نام‌گذاری سیتوژنومیک انسانی بازآرایی‌های کروموزومی استفاده می‌شود. این ۲۲ جفت کروموزوم اتوزومی همولوگ، هر دو نسخه مؤنث (XX) و مذکر (XY) دو کروموزوم جنسی، و همچنین ژنوم میتوکندری (در پایین سمت چپ) را نشان می‌دهد.

در ژنتیک، بازآرایی کروموزومی (به انگلیسی: Chromosomal rearrangement) یک جهش است که نوعی ناهنجاری کروموزومی است که شامل تغییر در ساختار کروموزوم بومی است. چنین تغییرهایی ممکن است شامل چندین رده مختلف از رویدادها، مانند حذف، دوتاشدن، وارونگی، و جابجایی باشد. معمولاً، این رویدادها به دلیل شکستن مارپیچ‌های دوگانه دی‌ان‌ای در دو مکان مختلف و به دنبال آن اتصال دوباره انتهای شکسته برای ایجاد آرایش کروموزومی جدیدی از ژن‌ها ایجاد می‌شود که با ترتیب ژنی کروموزوم‌ها پیش از شکستن آنها متفاوت است. برآورد می‌شود که ناهنجاری‌های کروموزومی ساختاری در حدود ۰٫۵٪ از نوزادان تازه متولدشده رخ می‌دهد.